# Michel de Bourla
Pour les articles homonymes, voir de Bourla et Saint Michel.
Michel de Bourla est  mort en 1772 à Smyrne. Considéré comme saint, il est célébré localement le 16 avril.

## Biographie
Michel est un chrétien chaudronnier chez un employeur turc de Smyrne. 
Incité à se convertir à l'Islam par son employeur, il « cède à la pression » et renie sa foi chrétienne au début du Carême. Lors de la fête de Pâques, en entendant les chrétiens chanter « Christ est ressuscité ! », il se ravise et revient à la foi chrétienne. Ayant apostasié l'Islam, il est alors décapité par les autorités turques